# Тейшейра, Димаш
Ди́маш Мануэ́л Ма́ркиш Тейше́йра (порт. Dimas Manuel Marques Teixeira; род. 16 февраля 1969, Йоханнесбург, ЮАР), более известный как Ди́маш, — португальский футболист, выступавший на позиции левого защитника. За 15 лет своей профессиональной футбольной карьеры Димаш становился чемпионом Италии и Португалии. Также провёл 44 матча за сборную Португалии, в составе которой был участником двух чемпионатов Европы.

## Карьера
Димаш родился в Йоханнесбурге, в семье португальских эмигрантов. В 17-летнем возрасте он уехал учиться на историческую родину в город Коимбра и сразу же дебютировал в университетской футбольной команде «Академика». В 1987 году Димаш Тейшейра дебютировал за основную команду «Академика» во втором дивизионе чемпионата Португалии. Отыграв за студентов три сезона, Тейшейра перешёл в «Эштрелу» (Амадора).
За «трехцветных» Димаш Тейшейра дебютировал в матче за суперкубок Португалии против «Порту». Но «Эштрела» уступила «драконам» по сумме двух встреч со счетом 4:2. Также Тейшейра сумел дебютировать в матчах Кубка обладателей кубков, где «трехцветные» дошли до второго раунда турнира. За два года выступлений Тейшейра сыграл 32 матча в чемпионате Португалии и забил 2 гола. В 1994 году Димаш перешёл в «Виторию» (Гимарайнш), а в 1996 году лиссабонскую «Бенфику».
В ноябре 1996 года Димаш Тейшейра подписал трёхлетний контракт на сумму 1 млн долларов с «Ювентусом» и дебютировал в Серии А. «Старая синьора» выступала в Лиге чемпионов, но Тейшейра не мог выступать в еврокубках, так как уже был заигран в их за «Бенфику». Дебют в Лиге чемпионов состоялся 17 сентября 1997 года в домашнем матче против «Фейеноорда», где Димаш провёл на поле все 90 минут, а «Ювентус» одержал победу со счётом 5:1. Тейшейра провёл ещё четыре матча в групповой стадии Лиги чемпионов, участвовал в обоих четвертьфинальных матчах против киевского «Динамо», выходя на замену на 63-й и 7-й минутах матчей. А также сыграл в ответном полуфинальном матче против «Монако». В финальном матче против «Реала» Димаш не принимал участия, оставшись на скамейке запасных, а «старая синьора» уступила со счётом 1:0. За время выступления в «Ювентусе» Димаш дважды стал чемпионом Италии в 1997 и 1998 годах, единожды обладателем суперкубка Италии в 1997 году.
В октябре 1998 года Димаш перешёл «Фенербахче», а через год в зимнее трансферное окно отправился в Бельгию выступать за «Стандард». Летом 2000 года после завершения чемпионата Европы Димаш вернулся в Португалию и стал играть за «Спортинг» (Лиссабон). Но не выдержав конкуренции за место в составе с Руем Жорже Димаш в 2002 году отправился в аренду «Марсель». В возрасте 33-х лет Димаш решил завершить карьеру игрока.
С 2009 года Димаш Тейшейра постоянно участвует в международном футбольном турнире среди ветеранов — Кубке Легенд в Москве.

## Достижения
- Ювентус:
  - Чемпионат Италии по футболу (2): 1996/97, 1997/98
  - Суперкубок Италии по футболу (1): 1997
  - Финалист Лиги чемпионов: 1998
- «Спортинг» (Лиссабон):
  - Чемпионат Португалии по футболу (1): 2001/02
  - Кубок Португалии по футболу (1): 2001/02